# إميلي جالافز
إميلي ساراهي جالافيس أوسونا (بالإسبانية: Emily Sarahí Galaviz Osuna, سان خوان دي لوس موروس ، ولاية غواريكو ، 18 أبريل 2007) هي مغنية فنزويلية لموسيقى يانيرا، من نوع موسيقى السهول الفنزويلية، والمعروفة بتفسير الأغاني الشهيرة لفنانين من هذا النوع.
لقد حصل على أول ألبوم ذهبي له على سبوتيفاي في كولومبيا، لأنه حقق 4 ملايين استماع. على يوتيوب، الفيديو الأكثر مشاهدة له هو «Popurrí 01» الذي يتضمن «Guayabo Zarandiao»، والذي تجاوز بالفعل 10 ملايين مشاهدة، مما يجعله واحدًا من أكثر مقاطع الفيديو الموسيقية اللانيرا مشاهدة على هذه المنصة. على وسائل التواصل الاجتماعي الخاصة به ومنصاته الرقمية مثل إنستغرام، تيك توك وفيسبوك، لديه أكثر من 4.2 مليون متابع، مما يجعله الفنان الأكثر متابعة في موسيقى اللانيرا على هذه المنصات.

## سيرة
تأثرت إميلي بنوع موسيقى اللانيرو منذ صغرها، بسبب الثقافة المحيطة بها. بدأت مسيرتها المهنية في سن مبكرة جداً، لكن شهرتها الملحوظة في الصناعة بدأت في عام 2022، بعد مشاركتها الاستثنائية في برنامج TVES، Talento de Corazón Juvenil. أدى ازدهار مسيرتها إلى حصولها على عقد مع شركة الإنتاج Total Show Entertainment التي سجلت معها أول أغنية فردية لها "Mi Triste Realidad".
تستخدم غالافيز أغاني ممثلين آخرين للموسيقى اللانيرا، لكنها تتضمن تغييرات لحنية وإيقاعية، مما يجعل هذه الأغاني أكثر جاذبية لآذان معجبيها ويمنحها لمسة شخصية. كانت أولى هذه الأغاني هي « غوايابو زاراندياؤ » (أصلها لمايرا توفار)، التي دفعتها نحو الشهرة، وهي جزء من « بوبوري 01 » ثم قامت بنشر أعمال مشابهة تميزت. كما يتميز « بوبوري 02 »
في سبتمبر 2024، يبدأ أول جولة وطنية ودولية له. وفي ديسمبر، قامت بجولة بعنوان Las divas del folklore (ديوا الفولكلور) عبر مدن مختلفة في الولايات المتحدة مع المغنيتين أرايما أميزكيتا ويينيفر مور.

## ديسكوغرافيا
| سنة  | مؤهل                 | ملحن                      | شركة تسجيلات     |
| 2024 | غوايبو زارندياو      | كارلوس كومارين            | توتال شو للترفيه |
| 2024 | واقعي الحزين         | جان أوتشوا                | توتال شو للترفيه |
| 2024 | حتى لو قمت بربطني،   | إميلي غالافيز وينيفر مورا | توتال شو للترفيه |
| 2024 | عزيزي يانو           | خوسيه ميغيل تشويلو        | توتال شو للترفيه |
| 2024 | طريقتي في الحب       | إميلي غالافيز             | توتال شو للترفيه |
| 2024 | على طول مسارات السهل | سيزار أوريلانو            | توتال شو للترفيه |
| 2024 | الشرارة              | رانيرو بالم               | توتال شو للترفيه |
| 2025 | هطول الأمطار         | إميلي غالافيز             | توتال شو للترفيه |

### EP
| سنة  | مؤهل                  | ملحن | المواضيع المدرجة |
| 2024 | ميدلي 01              | كارلوس كومارين، هوغو بلانكو، إيفان خوسيه رودريغيز، خوان فيسينتي توريالبا ، خوليو بانتوجا، رافائيل بيريز، رافائيل خيمينيز، أنخيل كوستوديو لويولا                  | الجار؛ جوافة زارندياو؛ الجابانسيتو؛ روحك وروحي؛ الأرض السوداء؛ عصرية أن نعم؛ قبعتي                                                                      |
| 2024 | ميدلي 02              | أبراهام نيفيس، تشولو فالديراما، كريستوبال خيمينيز ، إل كاراو دي بالماريتو ، فرانسيسكو مونتويا، هوغو بلانكو، خوليو سيزار سانشيز، نيلسون موراليس، رينا لوسيرو      | مآثر الحارس؛ الرجل الذي أحببته كثيرًا؛ لتلك التنهيدة؛ خوانيتا؛ أنا وحصاني؛ كيربا المتغطرس؛ تشيبولا في القرن العشرين؛ رخام كاتيرا؛ معطف خطير؛ أين الديوك؟ |
| 2024 | ميدلي 03 - فناء الصوت | فيليكس روميرو، سلفادور جامبوا، فيتو ديفريسكو، ويلمر توفار، رومي أوليفو ، غييرمو هيرنانديز، ماركوس إدواردو هيرنانديز، هوغو بلانكو، فيكتور كاستيلو، رافائيل مولينا | عندما يكون هناك حب؛ الحزب الفنزويلي؛ أقسم؛ وقت الماء في السهل؛ وصل الجوروبو؛ قمر كابانابارو؛ لا تطردني يا نادل؛ وصلت المقصلة                            |

## جولات سياحية
| سنة   | رحلة                    | الأماكن |
| ----- | ----------------------- | --- |
| رئيسي |                         | |
| 2024  | إميلي غالافيز وأصدقائها | - باركيسيميتو - فالنسيا - ماراكاي - لا جويرا - كاراكاس                                                     |
| 2024  | نجمات الفولكلور         | - ميامي - أتلانتا - أوستن - فينيكس - سولت ليك سيتي - دالاس - أورلاندو - تامبا - هيوستن - شيكاغو - كولومبوس |